# Венџоу
Венџоу (温州) град је Кини у покрајини Џеђанг. Према процени из 2009. у граду је живело 879.697 становника.

## Становништво
Према процени, у граду је 2009. живело 879.697 становника.
| 1990.   | 2000.   | 2009    |
| ------- | ------- | ------- |
| 397.746 | 828.967 | 879.697 |